# الصوفي (الحيمة الخارجية)

تعديل مصدري - تعديل

الصوفي هي إحدى قرى عزلة العجز بمديرية الحيمة الخارجية التابعة لمحافظة صنعاء، بلغ تعداد سكانها 419 نسمة حسب تعداد اليمن لعام 2004.